# Oraa Guzura Dado
Oraa Guzura Dado (japanisch おらぁグズラだど), auch als Gazula the amicable Monster, Gudzulla oder So It's Gudzulla bekannt, ist eine Manga-Serie und Anime-Serie von Hiroshi Sasagawa aus dem Jahr 1967. Es erschienen zwei Animeserien, wobei die zweite Serie eine Farbversion des ersten Anime ist.

## Handlung
Eines Tages bricht der Vulkan Bikkura aus und sprengt ein riesiges Ei. Aus dem Ei schlüpft das menschengroße, saurierartige Monster namens Guzura. Die neue Umgebung überrascht und verwirrt ihn, weil alles, was er hört und sieht, seltsam und wunderbar ist. So wird er in seinen Begegnungen mit der menschlichen Welt in seltsame Angelegenheiten und Menschen um ihn herum, vor allem Professor Nugeta und seine Familie, in humorvolle Probleme verwickelt. Guzura kann Metall essen und eine Vielzahl mechanischer Geräte herstellen. Außerdem kann er Flammen aus seinem Mund blasen und mit seinem kräftigen Schwanz hoch springen. Dennoch ist er so unschuldig und freundlich, dass er überall geliebt wird.

## Manga-Veröffentlichung
Die Mangaserie erschien von 1967 bis 1968 im Magazin Shōnen Sunday. Dessen Verlag Shōgakukan brachte die Kapitel auch gesammelt in zwei Bänden heraus.

## Animeserie
1967 entstand eine Animeadaption des Mangas bei Tatsunoko Pro in Schwarzweiß mit 52 Folgen, die jeweils zwei Geschichten erzählen. Regie führte Hiroshi Sasagawa und für die Designs war Tatsuo Yoshida verantwortlich. Die Animationsarbeiten leitete Yusaku Sakamoto. Die künstlerische Leitung lag bei Mitsuki Nakamura. Die Serie wurde vom 7. Oktober 1967 bis zum 25. September 1968 von Fuji TV ausgestrahlt. In den 1970ern wurde der Anime, jeweils in Halbfolgen, in Australien gezeigt. Rede Record zeigte eine portugiesische Fassung.
Eine Farbversion des Animes entstand 1987 unter der Regie von Seitaro Hara, ebenfalls bei Tatsunoko. Dabei wurde viele der Skripte der ersten Serie wiederverwendet. Für das Charakterdesign waren Tatsuo Yoshida und Yūsaku Sakamoto verantwortlich und die künstlerische Leitung lag bei Kikuko Tada. Die Animationsarbeiten wurden geleitet von Kaoru Washida und Tetsu Honda und für die Kameraführung war Kōtaro Yokoyama verantwortlich. Die insgesamt 44 Folgen wurden vom 12. Oktober 1987 bis zum 20. September 1988 von TV Tokyo in Japan gezeigt. Es folgten Ausstrahlungen im französischen, spanischen, italienischen, saudischen und brasilianischen Fernsehen.

### Synchronisation
Beide Serien wurden mit den gleichen Sprechern besetzt.
| Rolle  | japanischer Sprecher (Seiyū) |
| ------ | ---------------------------- |
| Papa   | Kei Tomiyama                 |
| Ponta  | Mie Azuma                    |
| Mama   | Shigero Aso                  |
| Guzura | Toru Ohira                   |
| Susuko | Yoshiko Matsuo               |

### Musik
Die Musik der beiden Serien komponierte Takasuke Onozaki. Für Vor- und Abspann der ersten Serie wurde das Lied Oraa Guzura Dado (おらぁグズラだど) von Kei Tani verwendet. Während der Folgen kommt das Lied Guzura Ondo (グズラ音頭」) von Toru Ohira, Ayako Hori und Columbia Yurikago-kai zum Einsatz. Bei der zweiten Serie ist das Vorspannlied Guzura Dado (グズラだど) von Masanori Sato, der Abspanntitel ist Dotabata de Tomodachi (ドタバタでともだち) von Ushio Hashimoto.

## Rezeption
Die Anime Encyclopedia ordnet die Serie in eine Reihe von Animes ein, die nach dem Erfolg der Godzilla-Filme als verniedlichte Ableger entstanden, als auch zu Anime, die sich um niedliche und hilfreiche Begleiter kleiner Kinder drehen – am bekanntesten davon Doraemon. Mit Guzura sei nach diesem Schema eine liebenswerte, humorvolle Serie entstanden.